# Гонзага ди Новелара е Баньоло
Гонзàга ди Новелàра е Бàньоло (на италиански: Gonzaga di Novellara e Bagnolo) е кадетски клон на рода Гонзага. Неговите представители управляват Сеньория Новелара (после графство от 1501 г.) като суверенни графове на Новелара, Кортенуова и Баньоло от 1371 до 1729 г. Това е най-старото и най-дълготрайно владение на Гонзага след това на Кастильоне, изчезнало през 1819 г.
Феодите Новелара и Баньоло първоначално са част от владенията на миланското семейство Висконти. През 1351 г. най-малкият син на Луиджи I Гонзага, владетел на Мантуа, Фелтрино, заедно с братята си Филипино и Гуидо, са на служба в град Реджо Емилия, където баща им Луиджи е подест от 1336 г.
През 1356 г. миланската армия се опитва да превземе града, но е победена от Фелтрино, който е негов защитник. През 1371 г. Гуидо и Фелтрино решават да продадат крепостта на Реджо на Висконти за сумата от 5000 дуката, с изключение на крепостите на Новелара и на Баньоло. Фелтрино става господар на Новелара и на Баньоло, докато Гуидо от Мантуа продължава традицията на капитан на народа на Мантуа. Брат му Корадо, роден от втория брак на баща му, е основател на кадетския клон Гонзага от Палацоло.

През 1425 г. маркиз Николо III д’Есте поверява на Джакомо Гонзага управлението на водния канал Новелара, на селището Сан Томазо и част от Санта Мария и Сан Джовани в района на Реджо. През 1471 г. Борсо д’Есте, след като става херцог на Модена, дава тези владения на Франческо I Гонзага, които следователно ще бъдат свързани с господството на Новелара. През 1510 г. папата конфискува Сеньория Баньоло от четиримата братя Кристофоро, Джакомо, Маркантонио и Гуидо II, поверявайки го на граф Джампиетро Гонзага. Гуидо, последният оцелял от четирима братя, които също са били владетели на Весковато, продава владението на Весковато на маркиза на Мантуа Федерико I, което преминава към сина му Джовани, основател на кадетския клон Гонзага от Весковато.
Редът на управляващите графове прекъсва през 1728 г. със смъртта на Филипо Алфонсо Гонзага. След това феодът е конфискуван от херцога на Модена Риналдо д'Есте, на когото след това е предоставен с императорска инвеститура.
Семейство Каталано Гонзага, историческо семейство, произхождащо от Калабрия Читериоре, произхожда от клона Новелара. На 16 април 1666 г. Андреа Каталано се жени за Диана Гонзага, дъщеря на Джузепе Гонзага и Отавия Ричи, последна потомка на Карло Гонзага ди Новелара, извънбрачен син на Франческо I Гонзага ди Новелара.

## Представители

### Господари на Новелара
От 1399 г., с Джакомо Гонзага, до 1519 г. господарите на Новелара и Баньоло също управляват владението на Весковато, до закупуването му от Джовани Гонзага.
| управление  | име         | раждане и смърт   |
| 1371 - 1374 | Фелтрино    | *1330, † 1374     |
| 1374 - 1399 | Гуидо       | *1340, † 1399     |
| 1399 - 1441 | Джакомо     | † 1441            |
| 1441 - 1484 | Франческо I | *ок. 1420, † 1484 |
| 1484 - 1501 | Джампиетро  | *1469, † 1515     |

### Графове на Новелара
| управление     | изображение | име            | раждане и смърт |
| 1501 - 1515    |             | Джампиетро     | *1469, † 1515   |
| 1515 - 1530 г  |             | Александро I   | *1496, † 1530   |
| 1540 (?)- 1577 |             | Франческо II   | *1519, † 1577   |
| 1577 - 1595    |             | Камило I       | *1521, † 1595   |
| 1550 - 1589    |             | Алфонсо I      | *1529, † 1589   |
| 1595 - 1640    |             | Камило II      | *1581, † 1650   |
| 1640 - 1644    |             | Алесандро III  | *1611, † 1644   |
| 1644 - 1650    |             | Камило II      | *1581, † 1650   |
| 1650 - 1678    |             | Алфонсо II     | *1616, † 1678   |
| 1678 - 1727    |             | Камило III     | *1649, † 1727   |
| 1727 - 1728 г  |             | Филипо Алфонсо | *1702, † 1728   |

През 1728 г. клонът изчезва. Графството преминава в ръцете на император Карл VI, който го дава през 1737 г. на херцога на Модена Риналдо I д'Есте, който обаче умира само две седмици по-късно. След това графството е присъединено към Херцогство Модена и Реджо.

### Господари наБаньоло
| управление  | име         | раждане и смърт |
| 1371 - 1374 | Фелтрино    | *1330, † 1374   |
| 1374 - 1399 | Гуидо II    | *1340, † 1399   |
| 1399 - 1424 | Фелтрино II | † 1424          |

### Господари наКортенуова
| управление  | име      | раждане и смърт |
| 1374 - 1399 | Гуидо II | *1340, † 1399   |

### Графове наТиене
| управление | име                          | раждане и смърт |
|            | Гулиелмо Гонзага ди Фелтрино | *14 век, † 1356 |

Клонът изчезва през 17 век.

### Други
- (EN) Генеалогия на Фонзага ди Новелара е Баньоло, на genealogy.euweb.cz. Посетено на 19 септември 2023 г.
- Nelle terre dei Gonzaga, на it.wikivoyage.org. Посетено на 19 септември 2023 г.

|  | Тази страница частично или изцяло представлява превод на страницата Gonzaga di Novellara e Bagnolo в Уикипедия на италиански. Оригиналният текст, както и този превод, са защитени от Лиценза „Криейтив Комънс – Признание – Споделяне на споделеното“, а за съдържание, създадено преди юни 2009 година – от Лиценза за свободна документация на ГНУ. Прегледайте историята на редакциите на оригиналната страница, както и на преводната страница, за да видите списъка на съавторите. ВАЖНО: Този шаблон се отнася единствено до авторските права върху съдържанието на статията. Добавянето му не отменя изискването да се посочват конкретни източници на твърденията, които да бъдат благонадеждни. |